# Prévessin-Moëns
Prévessin-Moëns é uma comuna francesa, do chamado País de Gex, na região administrativa de Auvérnia-Ródano-Alpes, no departamento de Ain.

## Demografia
Em 2006 Prévessin-Moëns apresentava uma população de 4 811 habitantes, distribuídos por 2 172 lares.
O seu desenvolvimento demográfico está directamente relacionado com a proximidade de Genebra em geral e do CERN em particular.
| 1793 | 1800 | 1806 | 1821 | 1831 | 1836 | 1841 | 1846 | 1851 |
| ---- | ---- | ---- | ---- | ---- | ---- | ---- | ---- | ---- |
| 223  | 274  | 247  | 239  | 312  | 339  | 353  | 389  | 318  |

| 1856 | 1861 | 1866 | 1872 | 1876 | 1881 | 1886 | 1891 | 1896 |
| ---- | ---- | ---- | ---- | ---- | ---- | ---- | ---- | ---- |
| 330  | 345  | 342  | 332  | 376  | 363  | 347  | 317  | 334  |

| 1901 | 1906 | 1911 | 1921 | 1926 | 1931 | 1936 | 1946 | 1954 |
| ---- | ---- | ---- | ---- | ---- | ---- | ---- | ---- | ---- |
| 340  | 352  | 361  | 341  | 364  | 343  | 337  | 323  | 329  |

| 1962 | 1968 | 1975  | 1982  | 1990  | 1999  | 2006  | 2008       | - |
| --- | ---- | ----- | ----- | ----- | ----- | ----- | ---------- | - |
| 354 | 406  | 1 509 | 2 240 | 3 723 | 4 261 | 4 811 | est. 5 600 | - |
| Para os censos de 1962 a 2006 a população legal corresponde à popolução sem duplicidades, segundo define o INSEE. |      |       |       |       |       |       |            |   |